# Gooik

Gooiks vapen

Gooiks läge inom provinsen Vlaams-Brabant

Gooik är en kommun i provinsen Vlaams-Brabant i regionen Flandern i Belgien. Gooik hade 9 181 invånare den 1 januari 2013.